# Master (BDSM)

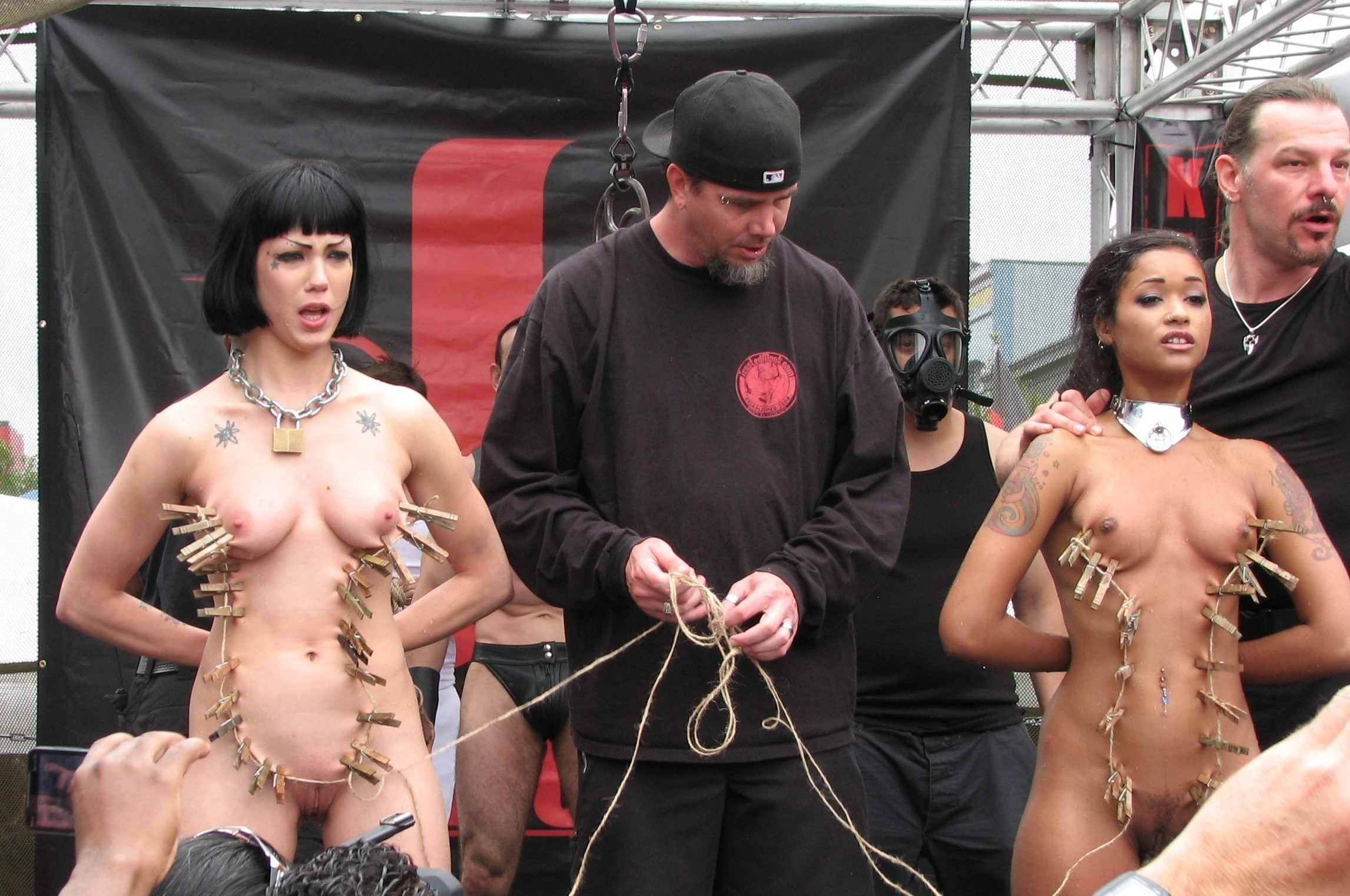
Dominazione al Folsom Street Fair

Il termine Master identifica, in una relazione di tipo BDSM ovvero nell'ambito di pratiche sessuali rientranti nel Bondage, Dominazione, Sadomaso e Masochismo, la persona di sesso maschile che svolge la funzione di Dominante, detto anche Padrone o Dom nella terminologia inglese e internazionale. 
L'appellativo Dom è comunemente utilizzato indistintamente da tutti i sottomessi, mentre l'appellativo Padrone o Master dal sottomesso/a di riferimento. In quanto tale, il termine è usualmente scritto con l'iniziale maiuscola, come per l'equivalente femminile Mistress.

## Descrizione
In una relazione di dominazione, il Master considera il partner sottomesso, detto sub, bottom o slave, come oggetto di sua proprietà o in ogni caso come soggetto in condizione di inferiorità sia psicologica sia fisica e, entro determinati limiti, sottoposto alla sua volontà e disponibilità. Ciò, tuttavia, non può mai travalicare ed escludere il necessario consenso, sempre revocabile, della persona sottomessa, secondo la regola del SSC Sano, Sicuro, Consensuale, alla base di questo tipo di relazioni sessuali.
Non esiste alcun percorso "educativo" che permetta al Master di qualificarsi come tale: può quindi accadere che persone, del tutto inadeguate a incarnare questo ruolo, si presentino come Master, ad esempio in chat-line o servizi di annunci in internet, con il mero obiettivo di instaurare con maggiore facilità relazioni di tipo prettamente sessuale. 
Per distinguersi da queste forme di abuso, i Master, in particolare in Internet, cercano di referenziarsi e qualificarsi attraverso la documentazione, soprattutto fotografica, di precedenti esperienze, il che tuttavia pone delicati problemi relativi alla tutela della privacy oltre che di tipo morale. Per evitare rischi inutili, è bene che sia lo slave sia il Master si conoscano a fondo prima di addentrarsi in pratiche pericolose.

### Pratiche
La relazione fra Master e slave può in ogni caso comportare, o escludere del tutto, un'attività sessuale vera e propria. Nella maggior parte dei casi, questa attività sessuale assume un carattere particolare, legato al ruolo dominante del Master; in altri termini, la persona sottomessa può acconsentire ad una totale disponibilità sessuale nei confronti del Padrone, il quale sarà l'unico soggetto attivo nella gestione delle modalità, dei tempi e dei luoghi delle pratiche sessuali.
Oltre alle pratiche di tipo sessuale, il Master può esercitare la sua autorità nei confronti del sottoposto mediante pratiche di tipo sadomasochistico, fisicamente dolorose o psicologicamente umilianti, ovvero costringendo il sottoposto ad atti di tipo feticistico, come l'uso di determinati abbigliamenti (in particolare intimi), la depilazione integrale del corpo (compreso il pube e i genitali), l'adorazione dei piedi etc.
Fra le pratiche particolarmente umilianti attraverso cui il Master esercita la sua autorità, va citata la negazione dell'orgasmo: la disciplina del piacere sessuale del sottomesso è infatti uno fra i principali strumenti di dominazione da parte del Master e si lega strettamente alle finalità "educative" che il Master può ritenere di attuare nei confronti del/la suo/a sottoposto/a. In questo caso, per educazione, si intende una sorta di percorso di addestramento, il cui scopo è di solito il raggiungimento di una più completa sottomissione e obbedienza da parte dello slave: nell'ambito di questo percorso il Master espliciterà gradualmente le proprie esigenze, in modo che lo/la slave sia posto/a in condizione di soddisfarle con maggiore precisione e tempestività.
Come detto, in Italia al posto del termine Master viene spesso adottato quello di Padrone, col medesimo significato, anche se in alcuni casi si può cogliere una lieve differenza nell'aspetto più ludico del rapporto fra Master e slave, rispetto al rapporto che più frequentemente è di tipo sentimentale e continuativo quando la relazione è fra Padrone e schiava.